# 조르디 아마트
조르디 아마트 마스(Jordi Amat Maas, 1992년 3월 21일~ )는 스페인 태생 인도네시아의 축구 선수로 현재 인도네시아 리가 1의 페르시자 자카르타에서 수비수로 뛰고 있으며 귀화 전에는 스페인 청소년 대표팀과 카탈루냐 대표팀에서 뛰었다.